# بير جيرلوفس دونيا
بير جيرلوفس دونيا هو قرصان ومتمرد فريزي هولندي ولد في سنة 1480 في كيمسفيرد. في سنة 1505 ثار ضد غيورغ، دوق ساكسونيا واراد تحرير بلاده فريزيا. دخل في تحالف مع كارل الثاني دوق جيلري، بعد التمرد أخذ يجند المزارعين وأصبح قائد لأسطول قراصنة متمردين في السواحل الفريزية في هولندا وأصبح يغير على سواحل الإمبراطورية الرومانية المقدسة في بحر الشمال. واستمر في محاربة السكسون إلى أن توفي في 1520 بشكل طبيعي في سنيك.